# 巴里納斯
巴里納斯是委內瑞拉的城市，也是巴里納斯州的首府，位於該國西北部，距離首都卡拉卡斯525公里，始建於1577年6月30日，面積322平方公里，海拔高度187米，2009年人口251,535。

## 外部連結
- Portal of Barinas state （页面存档备份，存于）